# Goodrich, Michigan
Goodrich är ett municipalsamhälle (village) i Genesee County i Michigan i USA. Vid 2020 års folkräkning hade Goodrich 2 022 invånare.